# Chroicoptera
Chroicoptera är ett släkte av bönsyrsor. Chroicoptera ingår i familjen Mantidae.
Kladogram enligt Catalogue of Life:
| Chroicoptera | \| \| Chroicoptera longa \| \| \| \| \| \| Chroicoptera saussurei \| \| \| \| \| \| Chroicoptera vidua \| \| \| \| |
|              | \| \| Chroicoptera longa \| \| \| \| \| \| Chroicoptera saussurei \| \| \| \| \| \| Chroicoptera vidua \| \| \| \| |
|              | Chroicoptera longa                                                                                                 |
|              | |
|              | Chroicoptera saussurei                                                                                             |
|              | |
|              | Chroicoptera vidua                                                                                                 |
|              | |